# Motocycles et Moteurs Train

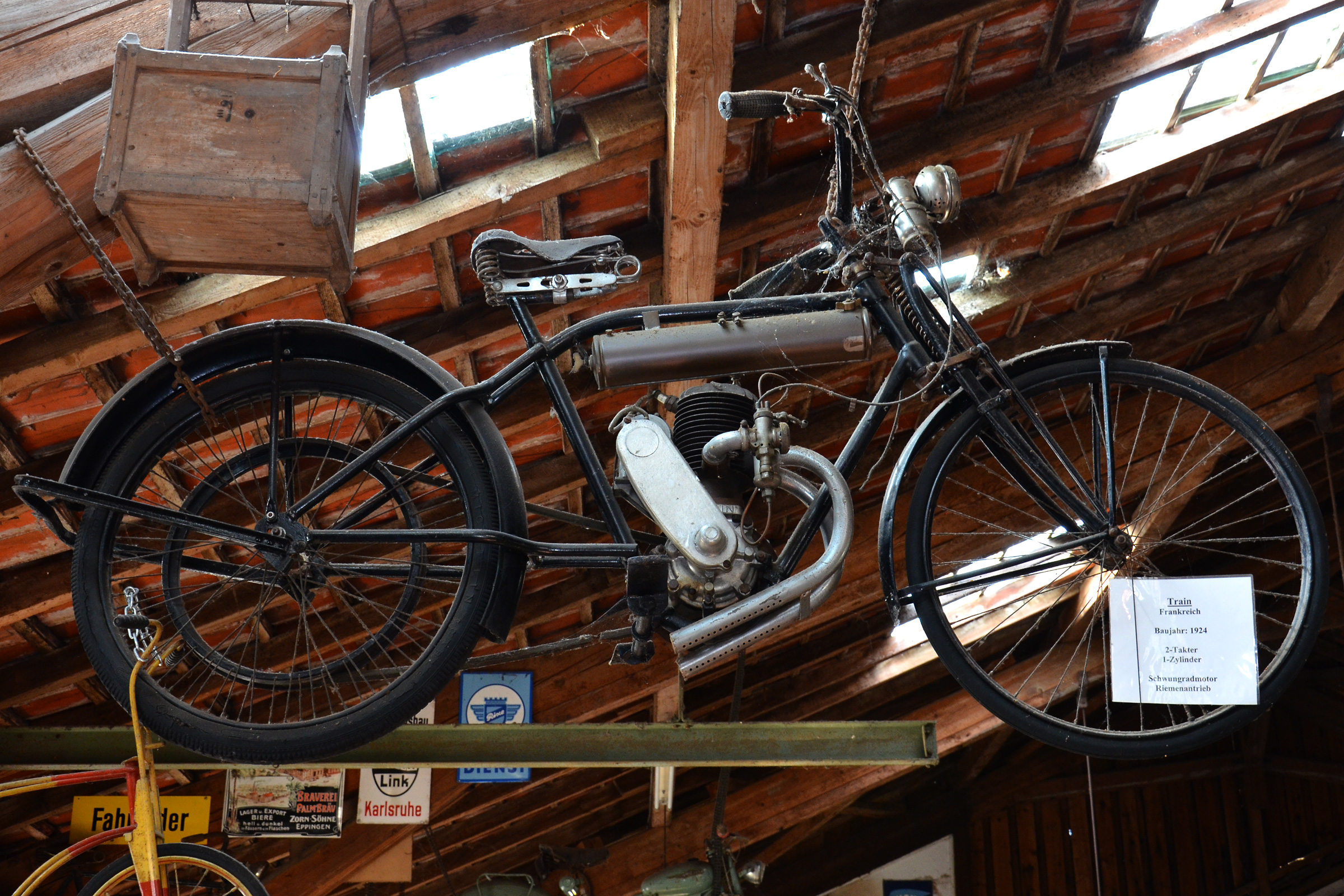
Train Motorrad Baujahr 1924 im Fahrzeugmuseum Marxzell

Motocycles et Moteurs Train war ein französischer Hersteller von Automobilen, Motorrädern und Motoren.

## Unternehmensgeschichte
Das Unternehmen aus Courbevoie begann 1920 mit der Produktion von Motorrädern. 1924 kam der Automobilbau dazu. Der Markenname lautete Train. 1925 endete die Automobilproduktion. Außerdem wurden Einbaumotoren an andere Fahrzeughersteller wie Jacques Muller, Sénéchal, Torpille, Zévaco und ZIM verkauft. Motorräder entstanden noch bis 1939.

## Automobile
Im Angebot stand nur ein Modell. Für den Antrieb sorgte ein Einzylindermotor mit 344 cm³ Hubraum.